# Municipio XIX

Localisation de l'ancien Municipio XIX sur la carte administrative de Rome avant 2013.

Le  Municipio XIX est une ancienne subdivision administrative de Rome.

## Historique
En mars 2013, il est remplacé par le nouveau Municipio XIV sur le même territoire.

## Situation
Le Municipio était situé au nord-ouest de la ville. Il était limitrophe des Municipi XVII au sud-est, XVIII au sud, XX au nord et au nord-est, ainsi qu'avec la commune de Fiumicino (ancien Municipio XIV) à l'ouest.

## Subdivisions
Administrativement, il était divisé en huit zones urbanistiques :
- 19a Medaglie d'Oro,
- 19b Primavalle,
- 19c Ottavia,
- 19d Santa Maria della Pietà,
- 19e Trionfale,
- 19f Pineto,
- 19g Castelluccia,
- 19h Santa Maria di Galeria.

Le territoire comportait également trois quartiers :
- Q.XIII Aurelio (partiellement),
- Q.XIV Trionfale (partiellement) * Q.XXVII Primavalle (partiellement),

Ainsi que des quartiers suburbains :
- S.X Trionfale (partiellement)
- S.XI Della Vittoria (partiellement)

Ainsi que les huit zones :
- Z.XLVIII Casalotti (partiellement),
- Z.XLIX Santa Maria di Galeria,
- Z.L Ottavia,
- Z.LI La Storta (partiellement)
- Z.LIII Tomba di Nerone (partiellement)

Enfin, d'autres localités :
- Balduina,
- La Lucchina,
- Monte Mario,
- Palmarola,
- Pineta Sacchetti,
- Proba Pretonia,
- Quartaccio,
- Selva Candida,
- Selva Nera,
- Tragliatella,
- Torresina
- Torrevecchia,